# سارفولد
سارفولد (به مجاری:  Szárföld) یک شهرداری در مجارستان است که در ناحیه کاپووار واقع شده‌است. سارفولد ۱۷٫۱۵ کیلومتر مربع مساحت و ۸۶۵ نفر جمعیت دارد.